# Heteralonia algira
Heteralonia algira är en tvåvingeart som först beskrevs av Fabricius 1794.  Heteralonia algira ingår i släktet Heteralonia och familjen svävflugor. Inga underarter finns listade i Catalogue of Life.